# Producer - Il grande gioco del cinema
Producer - il grande gioco del cinema era il titolo di un programma televisivo italiano trasmesso da Rai 3, ideato e condotto da Serena Dandini, con la partecipazione di Neri Marcorè e la collaborazione del critico cinematografico Claudio Masenza, regia affidata a Franza Di Rosa. La trasmissione andò in onda dal 29 settembre al 24 dicembre 1995.
Nel corso del programma, due squadre di tre elementi ciascuna si misuravano nel realizzare un film, seguendo tutte le fasi della lavorazione e rispondendo a domande sulla storia del cinema.
Ad ogni risposta esatta la squadra vinceva alcuni spezzoni cinematografici celebri che dovevano essere ricomposti e doppiati nuovamente per ricostruire una nuova storia che veniva proiettata alla fine della puntata.
La squadra con il montato doppiato più divertente vinceva la sfida e si ripresentava la settimana successiva.
Il programma vide il debutto e il lancio della comica Alessandra Faiella nella parte della svampita bigliettaia della sala cinematografica.